# HBO Mundi
HBO Mundi (anteriormente conocido como Max) es un canal de televisión por suscripción premium latinoamericano perteneciente al paquete de canales de HBO.

## Historia
Fue lanzado el 1 de junio de 2010 bajo el nombre Max en reemplazo de la señal Este de Cinemax, con programación basada en cine independiente.
El 1 de febrero de 2020, Max fue renombrado como HBO Mundi, aunque sigue manteniendo la grafica de nombre anterior con la programación de cine independiente y ampliándola también al cine internacional.

## Programación
La programación de HBO Mundi se basa en la emisión de cine independiente, cine internacional, cine clásico, películas de tipo experimental, series internacionales y documentales de culto.

## Logotipos

2010-2020
Desde 2020